# Екатериновское сельское поселение (Татарстан)
Екатериновское се́льское поселе́ние (тат. Екатериновка авыл җирлеге) — муниципальное образование в Пестречинском районе Республики Татарстан.
Административный центр — село Екатериновка.

## История
Статус и границы сельского поселения установлены Законом Республики Татарстан от 31 января 2005 г. № 33-ЗРТ «Об установлении границ территорий и статусе муниципального образования „Пестречинский муниципальный район“ и муниципальных образований в его составе».

## Население
| 2010 | 2011 | 2012 | 2013 | 2014 | 2015 | 2016 |
| ---- | ---- | ---- | ---- | ---- | ---- | ---- |
| 249  | →249 | ↘246 | ↘245 | ↘239 | ↘234 | ↘223 |
| 2017 | 2018 |      |      |      |      |      |
| ↘216 | ↘213 |      |      |      |      |      |

## Состав сельского поселения
| № | Населённый пункт  | Тип населённого пункта       | Население |
| - | ----------------- | ---------------------------- | --------- |
| 1 | Александровка     | деревня                      | 2         |
| 2 | Верхние Девлизери | деревня                      | 18        |
| 3 | Екатериновка      | село, административный центр | 94        |
| 4 | Нептун            | деревня                      | ↗71       |
| 5 | Новоникольское    | деревня                      | 1         |
| 6 | Средние Девлизери | деревня                      | 60        |